# Villanova Mondovì
Villanova Mondovì es una localidad y comune italiana de la provincia de Cuneo, región de Piamonte, con 5.754 habitantes.

## Evolución demográfica
| Gráfica de evolución demográfica de Villanova Mondovì entre 1861 y 2001 |
|                                                                         |
| Fuente ISTAT - elaboración gráfica de Wikipedia                         |